# Koh-Lanta : La Tribu maudite
 (mai 2025).
- Si vous ne connaissez pas le sujet, laissez ce bandeau (vous pouvez alors contacter les auteurs).
- Si vous supprimez le contenu mis en cause (vous pouvez préalablement contacter les auteurs),

argumentez précisément cette suppression dans la page de discussion
(un manque de référence n'est pas un argument ; une recherche réelle de référence doit avoir été effectuée, être formellement documentée).
 (juin 2025).
Koh-Lanta : La Tribu maudite est la 26e édition régulière de l'émission de téléréalité Koh-Lanta, diffusée sur les chaînes de télévision TF1, Antenne Réunion (filiale de TF1) et Tahiti Nui TV, du 20 août 2024 au 3 décembre 2024. Elle est présentée par Denis Brogniart et a été tournée aux Philippines.

## Tournage

### Animation et production

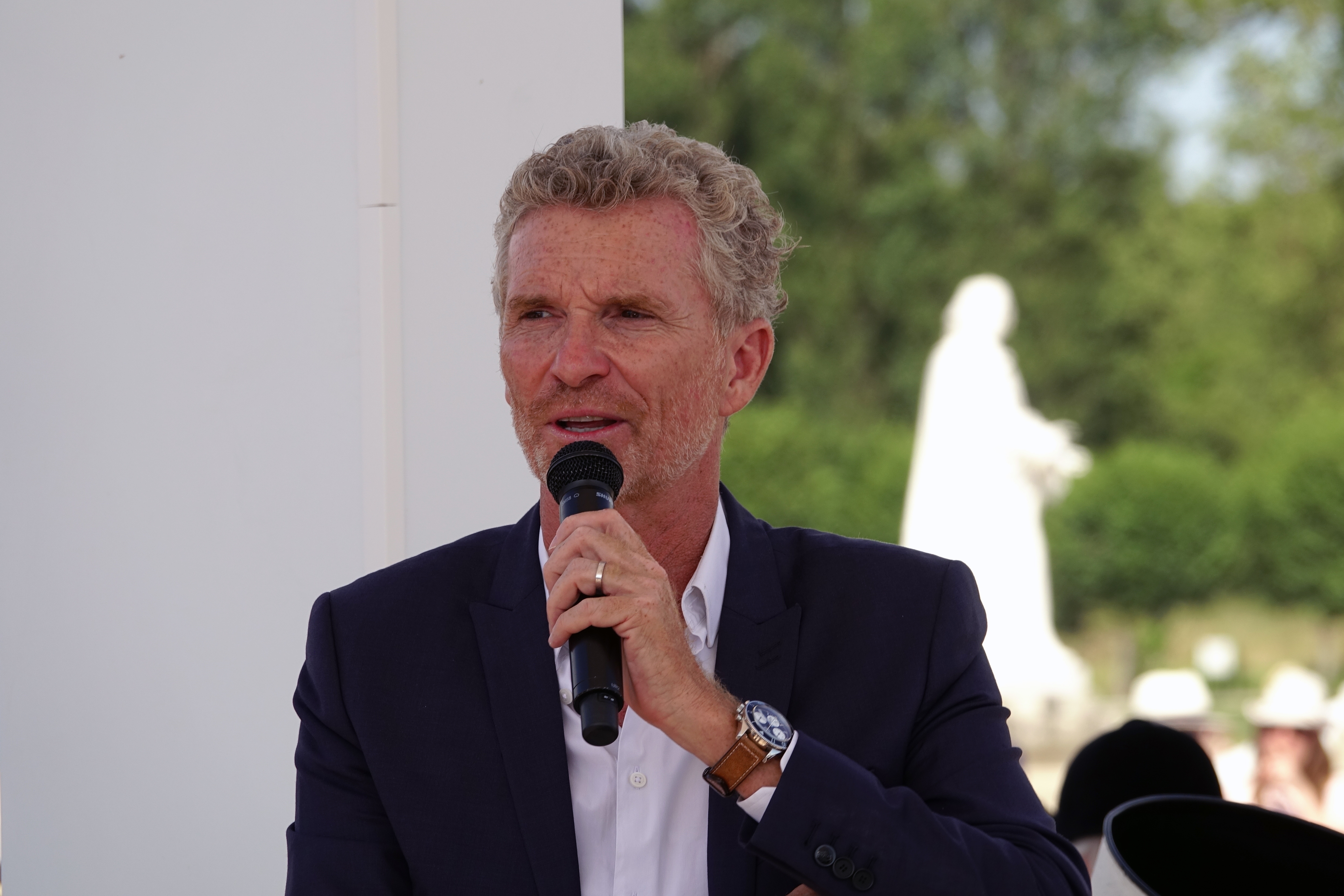
Denis Brogniart présente l'émission.

Denis Brogniart, animateur historique, présente une fois de plus l'émission. Il possède le rôle d'animateur expliquant les règles aux candidats ainsi que de présentateur en voix off.
La société de production Adventure Line Productions produit à nouveau cette saison.
Le tournage a lieu durant le printemps 2024.

## Nouveautés

### La tribu maudite
Une nouvelle tribu, la tribu maudite, va faire son apparition. Quatre candidats (deux hommes et deux femmes) y seront lors de l'épisode 1. Ils devront fuir cette tribu le plus vite possible. Pour cela, ils devront chercher un anito blanc, une protection, qui leur permettra d'affronter un membre de l'équipe qui perdra l'épreuve de confort. Le gagnant retourne dans l'équipe qui a perdu le confort tandis que le perdant rejoint la tribu maudite. Deux joueurs seront éliminés à l'issue de la tribu maudite.

### Retour de deux anciens candidats
Frédéric, vainqueur de Koh-Lanta : Le Feu sacré et Ugo, vainqueur de Koh-Lanta : Malaisie et troisième de Koh-Lanta : La Légende font leur retour cette saison.

## Candidats
22 nouveaux aventuriers et deux anciens (Ugo et Frédéric) participeront à cette saison : Nathanaël, Ilyesse, Jacques, Alexandre, Ari, Gustin, Fabrice, Michel, Maxim, Thibault, Sarah, Lola, Sophia, Cécile, Cassandre, Mélissa, Vanessa, Cécile, Emmanuelle, Maud, Marie, Charlotte.
La liste des 24 candidats est composée de Frédéric et Ugo, ainsi que de dix hommes et douze femmes entre 23 et 51 ans.
| Candidats | Candidats  | Profession                                    | Âge    | Localisation        | Tribu | Jury final          | Départ et réfs. |
| --------- | ---------- | --------------------------------------------- | ------ | ------------------- | --- | ------------------- | --------------- |
| ♀         | Cécile     | Hôtesse de l'air                              | 34 ans | Haute-Savoie        | Sabitang (jour 1 – 3)                                                                                           |                     | Éliminée,       |
| ♂         | Ari        | Chef d'entreprise                             | 51 ans | Hauts-de-Seine      | Pitogo (jour 1 – 6)                                                                                             | Éliminé,            |                 |
| ♀         | Marie      | Vendeuse d'actions sur les marchés asiatiques | 29 ans | Paris               | Pitogo (jour 1 – 9)                                                                                             | Éliminée,           |                 |
| ♀         | Lola       | Kinésithérapeute du sport                     | 25 ans | Martinique          | Sabitang (jour 1 – 12)                                                                                          | Éliminée,           |                 |
| ♀         | Vanessa    | Danseuse et chorégraphe                       | 39 ans | Gironde             | Tribu maudite (jour 1 – 13)                                                                                     | Éliminée,           |                 |
| ♂         | Nathanaël  | Cariste                                       | 27 ans | Loire-Atlantique    | Tribu maudite (jour 1 – 13)                                                                                     | Éliminé,            |                 |
| ♂         | Alexandre  | Ostéopathe                                    | 33 ans | Paris               | Pitogo (jour 1 – 13)                                                                                            | Abandon volontaire, |                 |
| ♂         | Michel     | Responsable en ressources humaines            | 36 ans | Suisse              | Sabitang (jour 1 – 15)                                                                                          | Éliminé,            |                 |
| ♀         | Mélissa    | Responsable en supermarché                    | 35 ans | Var                 | Tribu maudite (jour 1 – 13) Sabitang (jour 13 – 17)                                                             | Éliminée,           |                 |
| ♀         | Emmanuelle | Responsable qualité                           | 45 ans | Charente            | Sabitang (jour 1 – 4) Tribu maudite (jour 4 – 13) Pitogo (jour 13 – 19)                                         | 1re membre          | Éliminée,       |
| ♂         | Fabrice    | Directeur d'un centre équestre                | 40 ans | Ardèche             | Sabitang (jour 1 – 19) Tribu réunifiée (jour 19 – 21)                                                           | 2e membre           | Éliminé,        |
| ♀         | Maud       | Responsable commerciale                       | 38 ans | Val-de-Marne        | Pitogo (jour 1 – 19) Tribu réunifiée (jour 19 – 22)                                                             | 3e membre           | Éliminée,       |
| ♀         | Sarah      | Responsable merchandising                     | 32 ans | Loire-Atlantique    | Pitogo (jour 1 – 19) Tribu réunifiée (jour 19 – 24)                                                             | 4e membre           | Éliminée,       |
| ♂         | Frédéric   | Restaurateur                                  | 35 ans | Hauts-de-Seine      | Sabitang (jour 1 – 19) Tribu réunifiée (jour 19 – 27)                                                           | 5e membre           | Éliminé,        |
| ♂         | Maxim      | Livreur à vélo                                | 28 ans | Paris               | Pitogo (jour 1 – 19) Tribu réunifiée (jour 19 – 30) Tribu maudite (jour 30 – 31)                                | 6e membre           | Éliminé,        |
| ♂         | Gustin     | Maître-nageur                                 | 26 ans | Suisse              | Pitogo (jour 1 – 19) Tribu réunifiée (jour 19 – 33)                                                             | 7e membre           | Éliminé,        |
| ♀         | Cassandre  | Écrivaine                                     | 23 ans | Rhône               | Pitogo (jour 1 – 19) Tribu réunifiée (jour 19 – 30) Tribu maudite (jour 30 – 31) Tribu réunifiée (jour 31 – 36) | 8e membre           | Éliminée,       |
| ♀         | Sophia     | Coach sportive                                | 36 ans | Hauts-de-Seine      | Sabitang (jour 1 – 19) Tribu réunifiée (jour 19 – 39)                                                           | 9e membre           | Éliminée,       |
| ♂         | Ugo        | Guide naturaliste                             | 42 ans | Pyrénées-Orientales | Pitogo (jour 1 – 19) Tribu réunifiée (jour 19 – 39)                                                             | 10e membre          | Éliminé,        |
| ♂         | Jacques    | Danseur                                       | 38 ans | Charente-Maritime   | Sabitang (jour 1 – 19) Tribu réunifiée (jour 19 – 40)                                                           | 11e membre          | Éliminé,        |
| ♀         | Cécile     | Professeur de Pilates                         | 41 ans | Haute-Saône         | Pitogo (jour 1 – 19) Tribu réunifiée (jour 19 – 40)                                                             | 12e membre          | Éliminée,       |
| ♂         | Ilyesse    | Étudiant en ingénierie                        | 23 ans | Seine-Saint-Denis   | Tribu maudite (jour 1 – 4) Sabitang (jour 4 – 19) Tribu réunifiée (jour 19 – 41)                                | 13e membre          | Éliminé,        |
| ♀         | Charlotte  | Médiatrice jeunesse                           | 28 ans | Belgique            | Sabitang (jour 1 – 19) Tribu réunifiée (jour 19 – 41)                                                           |                     | Finaliste,      |
| ♂         | Thibault   | Agriculteur                                   | 34 ans | Corse               | Sabitang (jour 1 – 19) Tribu réunifiée (jour 19 – 41)                                                           | Vainqueur,          |                 |

Légende :
- « Pitogo », signifie que l'aventurier fait partie de la tribu rouge.
- « Sabitang », signifie que l'aventurier fait partie de la tribu jaune.
- « Tribu maudite », signifie que l'aventurier n'a pas réussi à faire partie d'une tribu.
- « Éliminé », signifie que l'aventurier a été éliminé, avant de réintégrer le jeu.
- « Tribu réunifiée », signifie que l'aventurier fait partie de la tribu réunifiée.

## Déroulement

### Bilan par épisode
| Épisode     | Diffusion         | Épreuves                       | Épreuves            |                    | Conseil       | Conseil       | Conseil       | Réf. |
| Épisode     | Diffusion         | Confort                        | Immunité            | Éliminé(s)         | Votes         | Départ        |               | Réf. |
| ----------- | ----------------- | ------------------------------ | ------------------- | ------------------ | ------------- | ------------- | ------------- | ---- |
| 1er épisode | 20 août 2024      | [ a ]                          | Pitogo              | Cécile             | 6-3-1         | Jour 3        | [ 72 ]        |      |
| 2e épisode  | 27 août 2024      | Pitogo                         | Sabitang            | Ari                | 6-4           | Jour 6        | [ 73 ]        |      |
| 3e épisode  | 3 septembre 2024  | Pitogo                         | Sabitang            | Marie              | 4-4-1/5-4     | Jour 9        | [ 74 ]        |      |
| 4e épisode  | 10 septembre 2024 | Sabitang                       | Pitogo              | Lola               | 3-3-3/7-2     | Jour 12       | [ 75 ]        |      |
| 5e épisode  | 17 septembre 2024 | Pitogo                         | Pitogo              | Michel             | 6-3           | Jour 15       | [ 76 ]        |      |
| 6e épisode  | 24 septembre 2024 | Pitogo                         | Pitogo              | Mélissa            | 6-1-1         | Jour 17       | [ 77 ]        |      |
| 7e épisode  | 1er octobre 2024  | Sabitang                       | Gustin              | Fabrice            | 7-7/7-7       | Jour 21       | [ 78 ]        |      |
| 8e épisode  | 8 octobre 2024    | Sabitang                       | Gustin              | Fabrice            | 7-7/7-7       | Jour 21       | [ 79 ]        |      |
| 9e épisode  | 15 octobre 2024   | Frédéric                       | Ugo                 | Sarah              | 7-5           | Jour 24       | [ 80 ]        |      |
| 10e épisode | 22 octobre 2024   | Frédéric                       | Charlotte           | Frédéric           | 7-5           | Jour 27       | [ 81 ]        |      |
| 11e épisode | 29 octobre 2024   | Ilyesse et Ugo                 | Ilyesse et Ugo      | Maxim et Cassandre | 6-5           | Jour 30       | [ 82 ]        |      |
| 12e épisode | 5 novembre 2024   | Charlotte et Ilyesse           | Charlotte           | Gustin             | 4-4-2-1       | Jour 33       | [ 83 ]        |      |
| 13e épisode | 12 novembre 2024  | Équipe de Charlotte            | Jacques             | Cassandre          | 3-3-3/5-3     | Jour 36       | [ 84 ]        |      |
| 14e épisode | 19 novembre 2024  | Thibault                       | Ilyesse             | Ugo                | 5-2           | Jour 39       | [ 85 ]        |      |
|             |                   | Épreuve d'orientation          | Épreuve des poteaux | Conseil final      | Conseil final | Conseil final | Conseil final |      |
| 15e épisode | 26 novembre 2024  | Thibault, Ilyesse et Charlotte | Charlotte           | Thibault           | 9-4           | Vainqueur     | [ 86 ]        |      |
| 16e épisode | 3 décembre 2024   | Thibault, Ilyesse et Charlotte | Charlotte           | Thibault           | 9-4           | Vainqueur     | [ 87 ]        |      |

|                  | Épisode | Gagnant(s)            | Gain                                                            | Perdant(s)                              | Perte                  |
| ---------------- | ------- | --------------------- | --------------------------------------------------------------- | --------------------------------------- | ---------------------- |
| Épreuve initiale | 1er     | Cécile et Fabrice     | Aucun                                                           | Mélissa et Vanessa Ilyesse et Nathanaël | Tribu maudite          |
| 1er affrontement | 2e      | Ilyesse               | Retour sur l'île + Collier d'immunité individuel (non cessible) | Emmanuelle                              | Tribu maudite          |
| 2e affrontement  | 3e      | Ilyesse               | Retour sur l'île + Collier d'immunité individuel (non cessible) | Mélissa                                 | Tribu maudite          |
| 3e affrontement  | 4e      | Cécile                | Retour sur l'île + Collier d'immunité individuel (non cessible) | Nathanaël                               | Tribu maudite          |
| 4e affrontement  | 5e      | Mélissa et Emmanuelle | Retour sur l'île + Collier d'immunité individuel (non cessible) | Nathanaël et Vanessa                    | Élimination définitive |
| 5e affrontement  | 12e     | Cassandre             | Retour sur l'île                                                | Maxim                                   | Jury final             |

| Épisode     | Diffusion         | Candidats | Candidats  | Candidats | Candidats |
| ----------- | ----------------- | --------- | ---------- | --------- | --------- |
| 1er épisode | 20 août 2024      | Nathanaël | Ilyesse    | Vanessa   | Mélissa   |
| 2e épisode  | 27 août 2024      | Nathanaël | Emmanuelle | Vanessa   | Mélissa   |
| 3e épisode  | 3 septembre 2024  | Nathanaël | Emmanuelle | Vanessa   | Mélissa   |
| 4e épisode  | 10 septembre 2024 | Nathanaël | Emmanuelle | Vanessa   | Mélissa   |
| 12e épisode | 5 novembre 2024   | Maxim     | Maxim      | Cassandre | Cassandre |

### Colliers d'immunité
| Localisation       | Propriétaire d'origine    | Autre(s) propriétaire(s) | Utilisation   | Utilisation   | Utilisation   | Votes annulés |
| Localisation       | Propriétaire d'origine    | Autre(s) propriétaire(s) | Statut        | Jour          | Épisode       | Votes annulés |
| ------------------ | ------------------------- | ------------------------ | ------------- | ------------- | ------------- | ------------- |
| Camp des Sabitang  | Non découvert             | Non découvert            | Non découvert | Non découvert | Non découvert | Non découvert |
| Camp des Pitogo    | Non découvert             | Non découvert            | Non découvert | Non découvert | Non découvert | Non découvert |
| Camp réunifié      | Ugo (jour 26 – 33)        | Cassandre (jour 33)      | Utilisé       | 33e           | 12e           | 4/11          |
| Camp réunifié      | Maxim (jour 27 – 30)      | Ugo (jour 30 – 36)       | Utilisé       | 36e           | 13e           | 3/9           |
| Épreuves spéciales | Ilyesse (jour 4 – 21)     | Non utilisé              | Non utilisé   | Non utilisé   | Non utilisé   | Non utilisé   |
| Épreuves spéciales | Ilyesse (jour 8 – 21)     | Aucun                    | Utilisé       | 21e           | 8e            | 0/14          |
| Épreuves spéciales | Cécile (jour 10 – 21)     | Aucun                    | Utilisé       | 21e           | 8e            | 0/14          |
| Épreuves spéciales | Mélissa (jour 13 – 15)    | Aucun                    | Utilisé       | 15e           | 5e            | 6/9           |
| Épreuves spéciales | Emmanuelle (jour 13 – 19) | Non utilisé              | Non utilisé   | Non utilisé   | Non utilisé   | Non utilisé   |

### Détails des votes
|             | Tribus initiales | Tribus initiales | Tribus initiales | Tribus initiales | Tribus initiales | Tribus initiales | Tribus initiales | Tribus initiales | Tribus initiales | Tribus initiales | Tribus initiales | Tribus initiales | Tribu réunifiée | Tribu réunifiée | Tribu réunifiée | Tribu réunifiée | Tribu réunifiée | Tribu réunifiée | Tribu réunifiée | Tribu réunifiée | Tribu réunifiée | Tribu réunifiée | Tribu réunifiée | Tribu réunifiée | Tribu réunifiée | Tribu réunifiée | Tribu réunifiée | Tribu réunifiée | Tribu réunifiée | Tribu réunifiée |
| ----------- | ---------------- | ---------------- | ---------------- | ---------------- | ---------------- | ---------------- | ---------------- | ---------------- | ---------------- | ---------------- | ---------------- | ---------------- | --------------- | --------------- | --------------- | --------------- | --------------- | --------------- | --------------- | --------------- | --------------- | --------------- | --------------- | --------------- | --------------- | --------------- | --------------- | --------------- | --------------- | --------------- |
| ► Épisode   | 1                | 2                | 3                | 3                | 4                | 4                | 5                | 5                | 5                | 5                | 6                | 7                | 8               | 8               | 9               | 9               | 10              | 11              | 11              | 12              | 12              | 13              | 13              | 14              | 14              | 15              | 15              | 16              | 16              | 16              |
| ► Éliminé   | Cécile           | Ari              | Marie            | Marie            | Lola             | Lola             | Vanessa          | Nathanaël        | Alexandre        | Michel           | Mélissa          | Emmanuelle       | Fabrice         | Fabrice         | Maud            | Sarah           | Frédéric        | Maxim           | Cassandre       | Maxim           | Gustin          | Cassandre       | Cassandre       | Sophia          | Ugo             | Jacques         | Cécile          | Ilyesse         | Charlotte       | Thibault        |
| ► Votes     | 6/10             | 6/10             | /                | 5/9              | /                | 7/9              | 0                | 0                | 0                | 3/9              | 6/8              | 2                | /               | 7/14            | 0               | 7/12            | 7/12            | 6/11            | 0               | 0               | 4/11            | /               | 5/8             | 0               | 5/7             | 0               | 0               | 1               | 4/13            | 9/13            |
| ▼ Candidats | Votes            | Votes            | Votes            | Votes            | Votes            | Votes            | Votes            | Votes            | Votes            | Votes            | Votes            | Votes            | Votes           | Votes           | Votes           | Votes           | Votes           | Votes           | Votes           | Votes           | Votes           | Votes           | Votes           | Votes           | Votes           | Votes           | Votes           | Votes           | Votes           | Votes           |
| Thibault    | Cécile           |                  |                  |                  | Charlotte        | Lola             |                  |                  |                  | Mélissa          | Mélissa          |                  | Sarah           | Sarah           |                 | Sarah           | Ugo             | Jacques         |                 |                 | Cassandre       | Ugo             | Cassandre       |                 | Ugo             |                 |                 |                 | Jury final      | Jury final      |
| Charlotte   | Cécile           |                  |                  |                  | Michel           | Lola             |                  |                  |                  | Michel           | Mélissa          |                  | Sarah           | Sarah           |                 | [ n° 28 ]       | Frédéric        | Maxim           |                 |                 | Cassandre       | Cassandre       | Cassandre       |                 | Ugo             |                 |                 | Ilyesse         | Jury final      | Jury final      |
| Ilyesse     | Exilé            |                  |                  |                  | Lola             | Lola             |                  |                  |                  | Mélissa          | Charlotte        |                  | Sarah           | Sarah           |                 | Sarah           | Ugo             | Maxim           |                 |                 | Cécile          | Ugo             | Cassandre       |                 | Ugo             |                 |                 |                 |                 | Thibault        |
| Cécile      |                  | Ari              | Alexandre        | Alexandre        |                  |                  |                  |                  |                  |                  |                  |                  | Fabrice         | Fabrice         |                 | Frédéric        | Frédéric        | Maxim           |                 |                 | Gustin          | Ilyesse         | Ilyesse         |                 | Ugo             |                 |                 |                 | Charlotte       |                 |
| Jacques     | Emmanuelle       |                  |                  |                  | Charlotte        | Lola             |                  |                  |                  | Mélissa          | Mélissa          |                  | Sarah           | Sarah           |                 | Sarah           | Ugo             | Maxim           |                 |                 | Cassandre       | Cassandre       | Cassandre       |                 | Ugo             |                 |                 |                 |                 | Thibault        |
| Ugo         |                  | Marie            | Marie            | Alexandre        |                  |                  |                  |                  |                  |                  |                  |                  | Fabrice         | Fabrice         |                 | Frédéric        | Frédéric        | Jacques         |                 |                 | Gustin          | Ilyesse         | Ilyesse         |                 | Charlotte       |                 |                 |                 |                 | Thibault        |
| Sophia      | Cécile           |                  |                  |                  | Michel           | Michel           |                  |                  |                  | Michel           | Mélissa          | Emmanuelle       | Sarah           | Sarah           |                 | Sarah           | Frédéric        | Maxim           |                 |                 | Cassandre       | Cassandre       | Cassandre       |                 |                 |                 |                 |                 | Charlotte       |                 |
| Cassandre   |                  | Ari              | Alexandre        | Alexandre        |                  |                  |                  |                  |                  |                  |                  |                  | Fabrice         | Fabrice         |                 | Frédéric        | Frédéric        | Jacques         |                 | Exilée          | Gustin          | Ilyesse         | Ilyesse         |                 |                 |                 |                 |                 | Charlotte       |                 |
| Gustin      |                  | Marie            | Marie            | Marie            |                  |                  |                  |                  |                  |                  |                  | Emmanuelle       | Fabrice         | Fabrice         |                 | Sarah           | Ugo             | Jacques         |                 |                 | Cécile          |                 |                 |                 |                 |                 |                 |                 |                 | Thibault        |
| Maxim       |                  | Marie            | Alexandre        | Marie            |                  |                  |                  |                  |                  |                  |                  |                  | Fabrice         | Fabrice         |                 | Frédéric        | Frédéric        | Jacques         | Exilé           | Exilé           |                 |                 |                 |                 |                 |                 |                 |                 | Charlotte       |                 |
| Frédéric    | Emmanuelle       |                  |                  |                  | Charlotte        | Lola             |                  |                  |                  | Mélissa          | Mélissa          |                  | Sarah           | Sarah           |                 | Sarah           | Ugo             |                 |                 |                 |                 |                 |                 |                 |                 |                 |                 |                 |                 | Thibault        |
| Sarah       |                  | Ari              | Marie            | Marie            |                  |                  |                  |                  |                  |                  |                  |                  | Fabrice         | Fabrice         |                 | Frédéric        |                 |                 |                 |                 |                 |                 |                 |                 |                 |                 |                 |                 |                 | Thibault        |
| Maud        |                  | Ari              | Marie            | Marie            |                  |                  |                  |                  |                  |                  |                  |                  | Fabrice         | Fabrice         |                 |                 |                 |                 |                 |                 |                 |                 |                 |                 |                 |                 |                 |                 |                 | Thibault        |
| Fabrice     | Cécile           |                  |                  |                  | Lola             | Lola             |                  |                  |                  | Mélissa          | Mélissa          |                  | Sarah           | Sarah           |                 |                 |                 |                 |                 |                 |                 |                 |                 |                 |                 |                 |                 |                 |                 | Thibault        |
| Emmanuelle  | Cécile           | Exilée           | Exilée           | Exilée           | Exilée           | Exilée           |                  |                  |                  |                  |                  |                  |                 |                 |                 |                 |                 |                 |                 |                 |                 |                 |                 |                 |                 |                 |                 |                 |                 | Thibault        |
| Mélissa     | Exilée           | Exilée           | Exilée           | Exilée           | Exilée           | Exilée           |                  |                  |                  | Michel           | Frédéric         |                  |                 |                 |                 |                 |                 |                 |                 |                 |                 |                 |                 |                 |                 |                 |                 |                 |                 |                 |
| Michel      | Emmanuelle       |                  |                  |                  | Lola             | Lola             |                  |                  |                  | Mélissa          |                  |                  |                 |                 |                 |                 |                 |                 |                 |                 |                 |                 |                 |                 |                 |                 |                 |                 |                 |                 |
| Alexandre   |                  | Ari              | Ugo              | Marie            |                  |                  |                  |                  |                  |                  |                  |                  |                 |                 |                 |                 |                 |                 |                 |                 |                 |                 |                 |                 |                 |                 |                 |                 |                 |                 |
| Nathanaël   | Exilé            | Exilé            | Exilé            | Exilé            | Exilé            | Exilé            |                  |                  |                  |                  |                  |                  |                 |                 |                 |                 |                 |                 |                 |                 |                 |                 |                 |                 |                 |                 |                 |                 |                 |                 |
| Vanessa     | Exilée           | Exilée           | Exilée           | Exilée           | Exilée           | Exilée           |                  |                  |                  |                  |                  |                  |                 |                 |                 |                 |                 |                 |                 |                 |                 |                 |                 |                 |                 |                 |                 |                 |                 |                 |
| Lola        | Cécile           |                  |                  |                  | Michel           | Michel           |                  |                  |                  |                  |                  |                  |                 |                 |                 |                 |                 |                 |                 |                 |                 |                 |                 |                 |                 |                 |                 |                 |                 |                 |
| Marie       |                  | Ari              | Alexandre        | Alexandre        |                  |                  |                  |                  |                  |                  |                  |                  |                 |                 |                 |                 |                 |                 |                 |                 |                 |                 |                 |                 |                 |                 |                 |                 |                 |                 |
| Ari         |                  | Marie            |                  |                  |                  |                  |                  |                  |                  |                  |                  |                  |                 |                 |                 |                 |                 |                 |                 |                 |                 |                 |                 |                 |                 |                 |                 |                 |                 |                 |
| Cécile      | Fabrice          |                  |                  |                  |                  |                  |                  |                  |                  |                  |                  |                  |                 |                 |                 |                 |                 |                 |                 |                 |                 |                 |                 |                 |                 |                 |                 |                 |                 |                 |
| Pénalité    |                  |                  |                  |                  |                  |                  |                  |                  |                  |                  |                  |                  |                 |                 |                 |                 |                 |                 |                 |                 | Jacques         |                 |                 |                 |                 |                 |                 |                 |                 |                 |
| Vote noir   |                  |                  |                  |                  |                  |                  |                  |                  |                  |                  |                  |                  |                 |                 |                 | Sarah           | Frédéric        | Maxim           |                 |                 | Gustin          | Ugo             |                 |                 | Charlotte       |                 |                 |                 |                 |                 |

## Résumés détaillés

### Épisode 1
Les vingt-deux nouveaux aventuriers rejoignent à la nage le rivage à 500 mètres de leurs embarcations, tandis que deux anciens participants et gagnants, Frédéric et Ugo les observent avec des jumelles.
Par la suite, Denis Brogniart annonce que les deux hommes et les deux femmes perdants de l'épreuve qui suit ne pourront pas prétendre à l'aventure et seront immédiatement éliminés. Les douze femmes d'abord, s'affrontent sur une épreuve d'adresse, puis les dix hommes ensuite. Vanessa et Mélissa côté femmes, et Nathanaël et Ilyesse côté hommes sont les moins performants et sont, comme annoncé, éliminés.
Les deux anciens, Ugo et Frédéric ont la tâche ardue de sélectionner huit membres pour leurs tribus. Ugo embarque avec lui Alexandre, Ari, Cécile, Cassandre, Marie, Maud et Sarah et Frédéric emmène Cécile, Charlotte, Emmanuelle, Fabrice, Jacques, Lola, Michel et Sophia.
Vanessa, Nathanaël, Ilyesse et Mélissa qui pensaient être éliminés vont en réalité rejoindre l'île inhospitalière de la tribu maudite. Ils pourront par la suite tenter d'intégrer une équipe par le biais de duels.
Chez les rouges, les Pitogo, Alexandre songe déjà à diverses stratégies comme d'éliminer Ugo et Frédéric. Dès le deuxième jour de l'aventure, les deux tribus parviennent à faire du feu et à dénicher du manioc, de la canne à sucre et des oursins.
La première épreuve d'immunité est annoncé et pour la remporter, il faut viser avec des noix de coco des paniers surélevés à bout de bras par deux membres. Les rouges l'emportent.
Chez les jaunes, les Sabitang, Fabrice annonce à son groupe vouloir se tenir responsable de la défaite, mais ces déclarations irrite les autres membres et le met littéralement en danger pour le conseil à venir. L'hôtesse de l'air Cécile, ainsi que la responsable qualité, Emmanuelle se sentent sur la sellette et cherchent un collier d'immunité. En vain.
Lors du conseil des Sabitang, Cécile est éliminée à six voix contre trois pour Emmanuelle et une pour Fabrice.

### Épisode 2
Les quatre rescapés de l'île maudite, reçoivent un message qui leur annonce la possibilité de s'échapper de cet endroit en dénichant un petit anito blanc dissimulé dans un lit de rivière. Après plus d'une heure de recherche, le jeune Ilyesse trouve l'anito et retrouve l'espoir d'une intégration jaune ou rouge.
Lors de l'épreuve du grand feu, les deux tribus s'affrontent en transportant une pirogue de 80 kg avant de manipuler une perche et d'enflammer une vasque. Après une compétition intense, les rouges d'Ugo l'emportent et récupérent un kit de pêche en guise de récompense.
Par la suite, Denis annonce a tous le retour d'Ilyesse et l'existence d'une troisième tribu. De plus, un membre de l'équipe jaune perdante doit être désigné pour affronter Ilyesse sur une épreuve en duel. Emmanuelle, en danger lors du dernier conseil est désignée par ses camarades.
Ilyesse et Emmanuelle se retrouvent pour une épreuve d'équilibre et l'étudiant en ingénierie qui l'emporte à le privilège d'intégrer la tribu jaune. Emmanuelle quant à elle, devra partir pour la tribu maudite.
Sur le camp jaune, Frédéric s'inquiète de l'existence d'une telle tribu. Lui et Lola s'associe à Jacques, Charlotte et Sophia pour établir une stratégie commune et ne pas s'éliminer les uns contre les autres lors des prochains conseils. Chez les maudits, qui viennent d'accueillir Emmanuelle, Mélissa et Vanessa se disputent, la première trouvant la deuxième trop directive.
Après l'épreuve d'immunité, qui voit les jaunes gagner et Lola se féliciter que l'avantage ait changer de camp, Alexandre déclare, une fois les jaunes partis, vouloir être dans l'autre équipe pour sortir Lola, candidate trop exubérante à ses yeux.
Chez les jaunes, malgré la victoire, Fabrice confesse son agacement envers Lola, lui reprochant son côté "grande gueule" et son inactivité ; un avis que partage Jacques.
Lors du conseil des Pitogo, le capitaine Ugo et le Suisse Gustin ont élaboré une stratégie visant à éliminer la jeune Marie, sauf qu'Alexandre s'est rangé du côté des filles pour plutôt éliminer le doyen Ari. C'est finalement ce dernier qui est parti à six voix contre lui, contre quatre pour Marie.

### Épisode 3
Sur l'île de la tribu maudite, l'épreuve de recherche de l'anito est réitérée et c'est Mélissa qui le trouve. Un grand soulagement pour la responsable de supermarché.
À leur réveil, les deux tribus découvrent du matériel permettant la construction d'un radeau pour l'épreuve de confort. Chez les rouges, l'ostéopathe Alexandre, déjà fragilisé par la faim et la fatigue, s'emporte contre Ugo concernant le choix d'un seul flotteur ou deux sur la structure.
Lors du jeu de confort, celui de la mythique course de radeaux que les rouges remportent, les jaunes désignent Ilyesse qui vient de les rejoindre pour affronter Mélissa.
Vexé des jaunes, l'étudiant retrouve Mélissa pour le duel auquel il doit faire glisser trois palets le long d'une planche pour les Immobiliser sur un présentoir. Ilyesse l'emporte et pourra s'expliquer avec les jaunes à son retour. Mélissa, dépitée, retourne sur l'île maudite. Cependant, Denis lui confie une boîte d'allumettes et 500 grammes de riz.
Chez les jaunes, Lola demande expressément quels sont les trois aventuriers, à part Ilyesse, qui ont mis son nom pour le duel. Michel justifie son choix au mérite et Thibault donne comme motif le malaise dont a été victime la kinésithérapeute un peu plus tôt.
Les tribus ont des obstacles à franchir pour reporter le totem d'immunité avec une plate-forme de cinquante kilos, puis un puzzle à reconstituer. Frédéric remplace Lola pour l'assemblage du puzzle et fait gagner son équipe. Après l'épreuve, la Belge Charlotte fait un malaise et se ressaisit par la suite.
Les rouges apprennent par Denis que leur conseil à lieu immédiatement. Sans grande concertation, les rouges sont contraint de départager Marie et Alexandre après une égalité de quatre voix chacun. Ugo s'est aperçu qu'Alexandre avait voté contre lui au premier tour et décide de voter contre ce dernier pour le second. Maxim décide cette fois de voter contre Marie au second tour et entraîne cette dernière vers la sortie à cinq voix contre quatre pour Alexandre.

### Épisode 4
Sur l'île maudite, c'est au tour du jeune Nathanaël de débusquer l'anito blanc et de prétendre à une place parmi les deux tribus.
Les jaunes ménés par Frédéric reportent le jeu de confort inédit qui consistait à relier des cordes sans les croiser entre différents plots et partent pour une virée sur le marché de l'île de Caramoan. Les rouges d'Ugo désignent à l'unanimité la professeur de pilates Cécile pour affronter Nathanaël sur le duel.
Cécile et Nathanaël doivent ériger un édifice à l'aide de treize pièces de bois. Cécile parvient à retrouver une pièce qu'elle avait perdu lors de son assemblage et remporte son duel. Nathanaël, 
déçu, est contraint de retourner chez les maudits.
Chez les rouges, l'ambiance est tendue, car Cécile, consciente que son retour ne satisfait pas tout le monde, demande des explications autour du feu de camp. Le collier d'immunité que Cécile a gagné grâce à sa victoire au duel confère les garçons rouges à revoir leur stratégies en cas de conseil.
Avant l'épreuve d'immunité, la jeune romancière Cassandre à le malheur de tirer une sixième fois la boule noire et bat donc un triste record. Ce qui n'empêche cependant pas les rouges de décrocher le totem d'immunité, face à des jaunes en manque de coordination.
Chez les jaunes, la kinésithérapeute Lola sent le vent tourner contre elle et on lui reproche notamment de trop orienter le jeu à sa guise, à tel point que Frédéric et Jacques regrettent d'avoir élaborer une stratégie avec elle. L'ancien gagnant va même lui faire croire qu'il va voter contre Michel. Cette dernière tente de débusquer un collier d'immunité et ordonne à Charlotte et Sophia de le chercher pour elle, ce qui offusque la Belge.
Au conseil des Sabitang, une égalité à trois voix orientés vers Lola, Michel et Charlotte entraîne les jaunes à un second vote qui voit l'élimination de Lola à sept voix contre elle contre deux pour Michel. Jacques fait d'ailleurs part de son regret d'avoir donné sa parole à Lola.

### Épisode 5
Denis Brogniart annonce au quatre rescapés de l'île de la tribu maudite, Nathanaël, Emmanuelle, Vanessa et Mélissa la possibilité de se sortir de cette île austère et de s'affronter sur une épreuve qui permettra à deux d'entre eux d'intégrer les tribus de Frédéric et Ugo. Les deux autres ayant fait une moins bonne performance seront définitivement éliminé de Koh-Lanta.
Pour ce faire, ils doivent parvenir à faire tenir en équilibre des pièces de bois sur des taquets placés sur un disque rotatif. Mélissa fait preuve d'une belle détermination et est la première à remporter le jeu, suivie par l'ex-jaune Emmanuelle.
Juste avant le début de l'épreuve de confort, Nathanaël et Vanessa victimes de leur contre performance a l'épreuve initiale, annoncent à tous leur élimination et font part de leur profonde déception et leur sentiment de ne pas avoir pu profiter pleinement de l'aventure. Mélissa est choisie pour intégrer les jaunes et Emmanuelle, autrefois jaune, devient cette fois-ci rouge et remplace donc le stratège Alexandre qui décide subitement de partir, rattrapé par la fatigue et estimant avoir sous-estimé ce qu'était l'aventure Koh-Lanta.
Cassandre à la stupeur de constater qu'elle tire une septième fois la boule noire, ayant battu le record quelques jours plus tôt. La Lyonnaise se dit résignée de ce résultat. Cette dernière pourra se consoler de la victoire des rouges qui parviennent à traverser une poutre étroite et à atteindre une plate-forme, pour ainsi gagner un séjour dans un hôtel avec piscine, repas et douche.
Chez les rouges, on élabore des stratégies en plein confort. Cécile décide de s'associer à la dernière arrivée Emmanuelle, avec qui elle a des affinités, afin de faire front commun.
Juste avant l'épreuve d'immunité, Cassandre tire enfin la boule blanche et peut monter ses capacités sur un jeu auquel les aventuriers doivent, en apnée, rapprocher des pierres immergées derrière une ligne de démarcation. Les rouges gagnent, notamment grâce a la détermination de Gustin et de Cassandre.
Chez les jaunes, personne ne veut évincer le danseur Jacques qui se montre efficace sur les épreuves et qui apporte de la bonne humeur sur le camp. La dernière arrivée Mélissa, ainsi que Michel sont sur la sellette. Cependant, Mélissa détient le collier qu'elle a remporté lors de l'épreuve des maudits et Frédéric et les autres garçons tente de la mettre en confiance pour ne pas qu'elle se serve au conseil. Mais c'est sans compter sur Sophia qui décide de mettre en garde l'ancienne aventurière maudite sur le projet des hommes.
Au conseil des Sabitang, Mélissa suit le conseil de Sophia et joue son collier. Cette option profite amplement a la responsable de supermarché qui annule six voix contre elle. Michel ayant les trois voix restantes contre lui est contraint de partir.

### Épisode 6
L'épreuve de confort est un classique de Koh-Lanta qui consiste à briser des poteries suspendues en s'élançant d'une plate-forme. Les rouges l'emportent de nouveau notamment grâce à l'aisance du capitaine Ugo aidé de Gustin, alors que les jaunes sont pénalisés par les contre-performances de Charlotte et Sophia. Les rouges vont quant à eux pouvoir appeler leurs proches par téléphone et déguster un kilo de chocolat.
Sur le camp jaune, l'Ardéchois Fabrice a bien du mal à encaisser cette énième défaite. Le capitaine Frédéric reproche un état d'esprit de groupe trop bisounours, un avis que partage le Corse Thibault. Côté rouge, l'appel aux proches n'a pas suffi à calmer les ardeurs de certains coéquipiers envers d'autres, notamment entre Gustin et Sarah. La trentenaire pousse un coup de gueule en reprochant au Suisse de trop se reposer sur le camp et de se plaindre de la faim, malgré ses bonnes performances aux épreuves.
Lors de l'épreuve d'immunité, la tribu doit désigner un fugitif qui sera poursuivi par l'autre tribu adverse. Thibault se dévoue chez les jaunes et Gustin est choisi par les rouges. Après que les deux hommes aient fait jeu égal, les jaunes essuient une nouvelle défaite et doivent retourner au conseil.
Les jaunes, qui cumulent cinq défaites et trois conseils d'affilée sont effarés, un enfer selon Fabrice et une sensation d'être ridicule selon Jacques. Frédéric a de son côté, très hâte de passer en individuel et la Varoise Mélissa, dernière arrivée au sein de l'équipe se fait du mouron et part en quête d'un collier d'immunité. Elle tente une stratégie musclée qui consiste à sortir Frédéric et demande de l'aide auprès de Sophia, Charlotte, Ilyesse et Fabrice.
Au conseil des Sabitang, Mélissa vote contre Frédéric mais pas les deux autres filles qui la trahissent et l'éliminent à six voix. Ilyesse, son camarade de la tribu maudite, à quant à lui voté contre Charlotte.
Les jaunes sont désormais en infériorité numérique à l'approche de la réunification.

### Épisode 7
Le jeu de confort, inédit, consiste à alligner trois sacs de même couleur dans des plots à la manière d'un morpion à taille humaine. Les jaunes, plus lucides que les rouges, remportent l'épreuve pour la première fois depuis un certain temps et peuvent déguster trois poulets rôtis, servis avec des frites, du Ketchup et un verre de jus de fruits.
Denis annonce par la suite la tenue de la réunification ou une équipe devra se concerter pour choisir le nom de l'ambassadeur de l'équipe adverse.
Les Pitogo désignent assez rapidement Sophia comme ambassadrice jaune car ils estiment que les femmes de cette tribu sont souvent pointées du doigt par les hommes et que cette dernière pourrait éventuellement se retourner contre l'un des leurs. Les Sabitang ont eux de suite nommé Gustin sur idée de Jacques qui pense que le maître nageur Suisse n'ira pas au tirage au sort de boules.
Frédéric et Jacques craignent l'élimination si jamais Charlotte devait être désignée ambassadrice. Ils sont cependant à peine plus rassurés d'apprendre que c'est Sophia qui est nommé.
Sophia et Gustin rejoignent Denis sur l'île de la tribu maudite. Dès le départ, Gustin déclare à Sophia être satisfait d'être arrivé jusque là et être prêt à plier bagage, ce que Sophia ne croit guère. Pour elle, Gustin songe en effet à nommer quelqu'un d'autant qu'au moment d'appeler Denis pour le tirage au sort, le Suisse fait volte-face et propose le nom d'Emmanuelle, arrivée en dernier chez les rouges.
Sur le camp réunifié, Gustin annonce peu fier à Emmanuelle, son élimination. Elle quitte l'aventure déçue, mais avec le sourire et devient la première membre du jury final. Sophia, qui a protégé les ex-jaunes, est honorée par ces derniers.

### Épisode 8
Alors que la réunification a eu lieu, les deux ex-tribus conservent pour le moment leurs alliances d'origine. Gustin, qui souffre de la faim, s'en prend aux filles ex-rouges d'avoir trop rationné les portions de nourriture. Thibault, pêcheur, se sert du harpon gagné par les ex-rouges.
Côté stratégies, Ilyesse avoue à Maxim qu'il serait prêt à sortir Jacques. Jacques, de son côté, tente de ratisser large en se reprochant des filles rouges comme Sarah, se considérant comme un cheval de Troie pour les jaunes.
Pour la première épreuve individuelle, le mythique parcours du combattant, Cassandre s'impose parmi les huit femmes et Ilyesse a été rattrapé par Gustin qui a tenté un coup de maître en escaladant les cordes debout, alors que ses adversaires étaient en position horizontale ; une première dans Koh-Lanta selon Denis Brogniart.
Pour le duel final, qui consiste à libérer une statuette d'un labyrinthe à l'aveugle, Gustin s'impose largement face à son alliée Cassandre et remporte le totem d'immunité.
Pour le conseil à venir, les femmes ex-jaunes Charlotte et Sophia décident de rejoindre les hommes jaunes de ne pas voter contre Sarah pour ne pas viser de femme. Côté rouges, les femmes sont toujours remontées contre la paresse de Gustin, qui passe son temps à faire la sieste, mais celui-ci est intouchable.
Au premier conseil de la réunification, Fabrice, qui ne se sentait jusqu'alors pas menacé, est visé par les ex-rouges à sept voix contre lui mais fait face à une égalité avec Sarah qui elle aussi récolte sept voix. Les votes étant identiques au deuxième tour, un tirage au sort a donc lieu et le directeur de centre équestre se retrouve éliminé en tirant la boule noire.
Sarah, bien que sauvée in-extremis, fond en larmes et reproche à Jacques de lui avoir menti, ce que nie le danseur. Fabrice confie son vote noir à Thibault.

### Épisode 9
Au sein de la tribu réunifiée, Gustin déclare se sentir plus en adéquation avec les ex-jaunes qu'avec ses anciens congénères rouges notamment avec Sarah avec qui il est en désaccord constant concernant le rationnement de nourriture. Il peut désormais compter sur le Corse Thibault qui parvient à trouver en forêt des patates douces.
Denis annonce que l'épreuve de confort qui suit sera éliminatoire pour celui où celle qui ne parvient pas à ramener trois palets à l'aide de grappins. Frédéric s'impose face à Ugo et choisit de partager sa récompense avec Jacques. Tous deux partent chez un pêcheur local déguster du poisson, des pâtes et des fruits. Pour la discrète Maud en revanche, l'aventure se termine et l'ancienne gymnaste devient la troisième membre du jury final. Elle se console du fait de pas être éliminée à un conseil par d'autres candidats.
De retour sur le camp, Gustin fait part à Thibault de son souhait d'éliminer Sarah qu'il ne supporte plus et déclare que l'élimination de Maud, une alliée de Sarah, ne lui a provoqué aucune sensation. Pendant la nuit, Charlotte se prend une bûche sur la tête et est prise de douleurs par la suite. Elle passe une nuit à l'infirmerie et est dispensée d'épreuve et de votes contre elle au prochain conseil.
L'épreuve d'immunité consiste à maintenir un bambou sur sa tête le plus longtemps possible et pour son 100e jour d'aventure à Koh-Lanta, Ugo s'impose et remporte le totem d'immunité. Sarah, qui fut la dernière des femmes, se montre déçue et se sent en danger.
Avant le conseil, le capitaine des ex-jaunes, Fréderic, est visé par les ex-rouges, notamment par Cécile qui pense qu'en éliminant un ancien gagnant cela lui laisserait le champ libre pour s'imposer davantage. Ugo quant à lui, préfèrerait viser quelqu'un d'autre mais doit s'y tenir pour préserver le groupe.
À l'issue du conseil, Gustin s'écarte des rouges et s'allie aux jaunes en votant contre son ennemie Sarah, ce qui embête fortement Ugo qui a fait l'effort de voter contre Frédéric. C'est donc de ce fait Sarah qui est éliminée par les voix de tous les ex-jaunes et de Gustin. Elle donne son vote noir à Ugo.

### Épisode 10
Les rouges sont sonnés d'avoir été trahis de la sorte par Gustin. Ce dernier a justifié son choix de part le rationnement important de riz de ses camarades, préférant manger plutôt que de garder. Frédéric de son côté se réjouit de constater la posture délicate des ex-rouges.
L'épreuve de confort est celle des tirs à l'arc. Le candidat ayant la flèche la plus proche du centre de la cible doit briser un flèche d'un autre. Les ex-rouges voient un à un leurs flèches se briser, notamment par Frédéric qui remporte l'épreuve face à Thibault. Frédéric le choisit pour partager avec lui un bon repas, un massage et un message vidéo de leurs proches.
Sur le camp réunifié, Charlotte et Sophia, deux ex-jaunes se rendent compte de la manipulation de Frédéric envers les femmes depuis le début. En parallèle, l'ancien gagnant de 2023 annonce à Thibault, pendant leur confort, son souhait d'éliminer Sophia ou Charlotte afin de respecter l'alliance masculine qu'il a élaboré avec lui, Ilyesse et Jacques.
L'épreuve d'immunité voit Charlotte s'imposer en restant deux heures et huit minutes suspendue en position du paresseux sur une barre horizontale, de quoi redonner de l'espoir à la jeune femme qui repart avec le totem en main.
Ugo et Maxim, trouvent chacun un collier d'immunité individuel. Ils décident cependant de ne pas le jouer tout de suite.
Lors du conseil, Ugo et Maxim s'associent à Cécile et Cassandre ainsi qu'à l'alliance jaune de Charlotte et Sophia afin d'écarter Frédéric de l'aventure à sept voix contre lui contre cinq pour Ugo. Le gagnant de Koh-Lanta : Le feu sacré est abasoudi par ce résultat mais tient à féliciter Charlotte et Sophia pour leur coup de poker avant de confier son vote noir à Jacques.

### Épisode 11
Denis Brogniart annonce aux dix aventuriers encore en course qu'ils seront liés par deux lors des deux prochaines épreuves et du prochain conseil. À l'issue d'un tirage au sort, Cécile se retrouve avec Jacques, Charlotte avec Gustin, Sophia avec Thibault, Cassandre avec Maxim et Ugo sera en compagnie d'Ilyesse.
Lors du jeu de confort, Ugo et Ilyesse s'imposent et partent rencontrer une famille d'apiculteurs pour une récolte de miel, un bon repas le soir et une nuit sur un matelas.
Les femmes ex-jaunes, Charlotte et Sophia resserent leurs liens avec les hommes et font croire stratégiquement le contraire aux ex-rouges notamment au jeune livreur à vélo Maxim qui se met à penser réellement qu'une brouille entre les jaunes se met en place.
Lors de l'épreuve d'immunité, le binôme Ilyesse/Ugo s'impose une fois de plus et remporte l'immunité.
Afin de mener à bien les stratégies, le camp réunifié est désormais scindé en deux clans : d'un côté les ex-jaunes qui souhaite évincer le jeune Maxim et de l'autre les ex-rouges visant plutôt Jacques.
Ilyesse et Thibault on fait exprès de cacher un collier utilisable avant la réunification, donc rendu désormais caduc, espérant que Maxim le débusque. Manque de chance pour les deux hommes car le livreur à vélo stoppe ses recherches et confie a sa partenaire Cassandre qu'il est déjà en possession d'un collier d'immunité.
Jacques fait croire a Maxim que l'alliance des ex-jaunes est disloquée depuis l'élimination de Frédéric. Ugo, qui est au courant que Maxim possède un collier, lui conseille impérativement de le jouer au conseil afin de le sauver lui et Cassandre.
Au conseil, Maxim décide finalement de ne pas suivre le conseil de l'ancien gagnant et se retrouve éliminé à six voix par une alliance d'ex-jaunes toujours soudée. Il entraîne Cassandre dans sa chute et confie son collier et son vote noir à Ugo.

### Épisode 12
À la suite de leur éviction au conseil, la déception est de courte durée pour Cassandre et Maxim qui tombent sur un message leur informant : « Tout n'est pas perdu, la tribu maudite vous appelle. L'anito protecteur peut vous sauver ». Arrivés sur l'île maudite, un second message, cette fois-ci pour leur annoncer un duel dans lequel ils doivent reconstituer une vague avec des pièces de bois le plus rapidement possible. Et c'est la romancière Cassandre qui se montre plus rapide et qui peut réintégrer le camp réunifié. Maxim part rejoindre la résidence du jury final.
Les huit membres restants se sont mesurés a l'épreuve mythique de la boue. Ilyesse chez les hommes et Charlotte chez les femmes sont les heureux gagnants et partent pour une nuit dans un hôtel de luxe avec dîner et petit-déjeuner.
Cassandre fait un retour inattendu au sein de la tribu blanche et Ugo annonce à la jeune femme que Gustin est en grande partie responsable de son élimination. Le Suisse part s'expliquer en aparté avec Cassandre en lui expliquant que, bien qu'il n'y ai eu aucun bulletin a son nom, il n'aurait pas pu la prévenir de ce qui allait ce passer au risque de se faire éliminer. Cassandre lui reproche de mentir en lui faisant comprendre qu'il n'était en réalité pas du tout en danger et qu'elle aurait pu prévenir Maxim de jouer son collier.
Plusieurs membres sont agacés par le comportement individualiste de Gustin, comme l'ex rouge Cécile où encore les femmes jaunes Sophia et Charlotte qui n'ont pas réussi a convaincre Thibault et Ilyesse de le désigner lors des votes.
Lors de l'épreuve d'immunité, sur un puzzle, Charlotte devance Gustin et remporte le totem.
Toute la tribu est au courant que Ugo est en possession d'un collier, celui que lui a confié Maxim. Les ex-jaunes penchent leurs votes vers Cassandre, la jugeant trop dangereuse sur les épreuves, bien que Sophia déclare à Ugo espèrer tout de même que l'écrivaine puisse avoir un collier.
Au conseil, Ugo joue son collier d'immunité individuel mais décide de le confier à Cassandre pour qu'elle puisse se venger. Résultat, les quatre votes contre Cassandre sont annulés et Gustin se retrouve éliminé a quatre voix contre lui contre deux pour Cécile. Cassandre en profite pour régler ses comptes avec Gustin avant qu'il parte et ce dernier donne son vote noir à Ilyesse.

### Épisode 13
Gustin retrouve ses camarades de jeu au sein de la résidence du jury final mais l'accueil qui lui est réservé est particulièrement glacial. Il déclare par ailleurs que, après s'être rallié aux ex-jaunes, il a tout oublié de son aventure en tant que rouge et d'en avoir même souffert, de quoi agacer Sarah et Maud.
Pour l'épreuve de confort qui suit les aventuriers sont divisés en deux équipes de quatre. D'un côté la capitaine Cécile avec Ugo, Thibault et Cassandre et de l'autre la capitaine Charlotte avec Ilyesse, Jacques et Sophia. Après avoir transporté une malle de 50 kg immergée et disposer des sacs lestés sur un poteau a étagères, l'équipe de Charlotte l'emporte et peut partir à la visite d'un village d'agriculteurs locaux.
Charlotte, Jacques, Sophia et Ilyesse débarquent dans le village ou ils découvrent le principe de la récolte de riz et profitent également de l'occasion pour laver leur vêtements. Jacques profite de ses talents de danseur en reunissant tout le monde en cercle pour une chorégraphie avec des enfants. Enfin, après un dîner avec du riz, des légumes de la salade et de la viande, ils profitent le lendemain matin d'un café et d'un gâteau de riz avant de partir pour l'épreuve d'immunité.
Lors de l'épreuve d'immunité, il faut rester le plus longtemps en équilibre en étoile entre deux planches inclinées. Cassandre chute au bout d'une heure, laissant la victoire à Jacques pourtant très instable lors de l'épreuve.
Cassandre, alors sauvée par le collier d'Ugo lors du dernier conseil, part en recherche d'un autre cette fois pour se sauver elle-même, en vain. Elle tente de vanter son mérite auprès des autres dans l'espoir de se sauver.
Lors du conseil, les ex-rouges ont ciblé Ilyesse, tandis que les jaunes ont divisé leurs votes, avec le vote noir de Gustin, afin de créer une égalité Cassandre/Ugo/Ilyesse. Sauf qu'Ugo décide de jouer son autre collier d'immunité auquel personne ne connaissait l'existence. Au deuxième tour, c'est l'écrivaine qui se retrouve à devoir faire une nouvelle fois ses valises à cinq voix contre elle contre trois pour Ilyesse. Elle donne son vote noir à Ugo.

### Épisode 14
Avant le début de l'épreuve de confort, les naufragés voient débarquer un à un une connaissance qui lui est cher ; Charlotte voit arriver sa mère, Thibault son frère, Cécile sa sœur, Ugo sa compagne, Sophia sa meilleure amie et Ilyesse, son meilleur copain. Ils l'auront compris, en cas de victoire, ils pourront passer un moment privilégié avec eux s'ils atteignent la dernière manche de l'épreuve d'obstacle avec le moins de sacs possible sur leur dos.
Au fil des éliminations, chacun doit donner son sac de sept ou cinq kilos à l'adversaire de son choix. Ugo, chargé de treize kilos, hésite mais il le donne finalement à Ilyesse avec qui il avait pourtant noué une complicité. L'étudiant en ingénierie de Seine-Saint-Denis étant très alourdi, c'est l'agriculteur Corse qui remporte la belle récompense part passer un moment avec son grand frère.
Les aventuriers rescapés passent une nuit épouvantable, victimes d'une pluie diluvienne qui s'abat sur leur camp.
Denis annonce que pour l'épreuve d'immunité qui suit, le candidat n'ayant pas réussi à reconstituer son poteau de six plaquettes les yeux bandés est définitivement éliminé du jeu. Ilyesse remporte le jeu juste devant son allié Thibault. L'ancien membre de la tribu maudite est assuré d'être en demi-finale. En revanche pour Sophia, l'aventure est terminée et la coach sportive est contrainte à rejoindre le jury final.
Sur le camp rénunifié, les ex-rouges Ugo et Cécile sont désormais seuls face à quatre ex-jaunes et l'ancien lauréat de Koh-Lanta sait bien qu'en ayant utilisé son deuxième collier la dernière fois, il verrait sa sentence tomber par la suite, bien qu'il détienne le vote noir de Cassandre. Cécile de son côté tente par tous les moyens de s'attirer les faveurs des jaunes.
Lors du dernier conseil de la tribu réunifiée, l'ancien capitaine rouge Ugo est sans surprise éliminé a la quasi unanimité à cinq voix contre deux pour Charlotte. Pour la première fois en trois éditions de Koh-Lanta, le guide nature ne se verra pas finaliste.

### Épisode 15
Au sein de la résidence du jury final, qui voit débarquer Ugo, Sarah ne peut s'empêcher de verser une larme en constatant sa présence. Pour elle, le quadragénaire méritait une fois de plus la victoire.
Pour les cinq derniers rescapés, l'épreuve d'orientation démarre. Jacques et Cécile tente de se diriger vers l'arbre blanc, Ilyesse et Charlotte vers le bois perforé et Thibaut se retrouve seul à dénicher les pierres brunes.
Ilyesse et Charlotte parviennent un à un à trouver leur même repère, mais l'ex danseur du Lido, Jacques, après l'avoir trouvé, le perd de vue. Après 1 heure 23 de recherche intensive, c'est Thibault qui est le premier à trouver son poignard et à se qualifier pour les poteaux. Ilyesse suit après 3 heures 03 de recherche et dédie son poignard a sa famille. Charlotte et Jacques décident de ne pas suivre Cécile qui a trouvé son repère et après une durée de 4 heures 53, c'est la jeune Charlotte, en larmes, qui rejoint Ilyesse et Thibault sur les mythiques poteaux.
Jacques et Cécile, très fiers de leur aventure, rejoignent les membres du jury final.

### Épisode 16
Les trois derniers rescapés, Charlotte, Thibault et Ilyesse se concertent pour savoir qui choisir pour la finale en cas de victoire sur les poteaux. Thibault déclare que s'il gagne, il opterait pour le mérite en choisissant le deuxième.
La championne de boxe, Charlotte, l'agriculteur Thibault et l'étudiant en ingénierie, Ilyesse s'apprêtent a réaliser une épreuve dont tous les aventuriers rêvent d'atteindre : les poteaux. Au bout d'une heure, Ilyesse montre des signes d'instabilité et est le premier a chuter au bout de 2 heures 20. Après avoir retiré une partie de sa plate-forme laissant seulement un carré de 10 cm de côtés, sur demande de Denis, Thibault chute a son tour une heure plus tard, laissant la victoire à Charlotte.
Après réflexion, Charlotte, bien que Thibault l'ai déjà trahi, décide tout de même de l'emmener avec elle pour la finale.
Lors du conseil final réunissant les treize membres du jury final, Thibault et Charlotte se présentent devant eux afin de les influencer sur leurs votes. Charlotte d'abord, en profite pour souligner sa progression tout au long du jeu. Thibault par la suite, joue la carte de l'émotion en déclarant espèrer que ses filles soient fières de son parcours.
Lors de la finale en direct à Paris, c'est l'agriculteur de Corse Thibault qui remporte la finale de Koh-Lanta : La tribu maudite ainsi que les 100 000 € promis au vainqueur, grâce à neuf voix du jury final contre quatre pour Charlotte qui termine ainsi deuxième.

## Audiences et diffusion
En France, l'émission est diffusée sur TF1, les mardis à 21 h 10, à partir du 20 août 2024. Un épisode dure 2 h 10 (publicités incluses) mais est découpé en deux parties, soit une diffusion de 21 h 10 à 22 h 15 et de 22 h 15 à 23 h 20[réf. nécessaire].
| Épisode            | Date de diffusion  | Horaire de diffusion | Nombre de téléspectateurs | Part de marché  | Part de marché | Classement des audiences | Réf.    |
| Épisode            | Date de diffusion  | Horaire de diffusion | Nombre de téléspectateurs | (4 ans et plus) | (FRDA-50)      | Classement des audiences | Réf.    |
| ------------------ | ------------------ | -------------------- | ------------------------- | --------------- | -------------- | ------------------------ | ------- |
| 1                  | 20 août 2024       | 21 h 13 – 22 h 17    | 3 720 000                 | 20,8 %          | 44,9 %         | 1er                      | [ 120 ] |
| 1                  | 20 août 2024       | 22 h 25 – 23 h 39    | 3 180 000                 | 25,9 %          | 44,9 %         | 1er                      | [ 120 ] |
| 2                  | 27 août 2024       | 21 h 11 – 22 h 22    | 3 680 000                 | 19,9 %          | 33,3 %         | 2e                       | [ 121 ] |
| 2                  | 27 août 2024       | 22 h 30 – 23 h 35    | 2 810 000                 | 22,8 %          | 33,3 %         | 2e                       | [ 121 ] |
| 3                  | 3 septembre 2024   | 21 h 14 – 22 h 18    | 3 500 000                 | 18 %            | 33,9 %         | 2e                       | [ 122 ] |
| 3                  | 3 septembre 2024   | 22 h 26 – 23 h 31    | 2 830 000                 | 22,2 %          | 33,9 %         | 2e                       | [ 122 ] |
| 4                  | 10 septembre 2024  | 21 h 13 – 22 h 21    | 3 060 000                 | 15,6 %          | 28,8 %         | 2e                       | [ 123 ] |
| 4                  | 10 septembre 2024  | 22 h 31 – 23 h 27    | 2 400 000                 | 18 %            | 28,8 %         | 2e                       | [ 123 ] |
| 5                  | 17 septembre 2024  | 21 h 12 – 22 h 15    | 2 970 000                 | 15,3 %          | 26 %           | 2e                       | [ 124 ] |
| 5                  | 17 septembre 2024  | 22 h 23 – 23 h 20    | 2 530 000                 | 18,4 %          | 26 %           | 2e                       | [ 124 ] |
| 6                  | 24 septembre 2024  | 21 h 15 – 22 h 16    | 3 320 000                 | 17,3 %          | 29,5 %         | 2e                       | [ 125 ] |
| 6                  | 24 septembre 2024  | 22 h 25 – 23 h 14    | 2 780 000                 | 19,7 %          | 29,5 %         | 1er                      | [ 125 ] |
| 7                  | 1er octobre 2024   | 21 h 14 – 22 h 22    | 2 990 000                 | 14,7 %          | 24,8 %         | 2e                       | [ 126 ] |
| 7                  | 1er octobre 2024   | 22 h 31 – 23 h 16    | 2 520 000                 | 17,2 %          | 24,8 %         | 2e                       | [ 126 ] |
| 8                  | 8 octobre 2024     | 21 h 14 – 22 h 14    | 3 340 000                 | 16,9 %          | 32,4 %         | 2e                       | [ 127 ] |
| 8                  | 8 octobre 2024     | 22 h 23 – 23 h 15    | 2 730 000                 | 19,2 %          | 32,4 %         | 2e                       | [ 127 ] |
| 9                  | 15 octobre 2024    | 21 h 13 – 22 h 22    | 3 140 000                 | 16 %            | 32,5 %         | 2e                       | [ 128 ] |
| 9                  | 15 octobre 2024    | 22 h 31 – 23 h 14    | 2 650 000                 | 18,9 %          | 32,5 %         | 2e                       | [ 128 ] |
| 10                 | 22 octobre 2024    | 21 h 13 – 22 h 28    | 3 410 000                 | 16,9 %          | 26,7 %         | 2e                       | [ 129 ] |
| 10                 | 22 octobre 2024    | 22 h 36 – 23 h 33    | 2 800 000                 | 21,9 %          | 26,7 %         | 2e                       | [ 129 ] |
| 11                 | 29 octobre 2024    | 21 h 14 – 22 h 22    | 3 520 000                 | 17,7 %          | 33,2 %         | 1er                      | [ 130 ] |
| 11                 | 29 octobre 2024    | 22 h 25 – 23 h 13    | 2 940 000                 | 21,1 %          | 33,2 %         | 1er                      | [ 130 ] |
| 12                 | 5 novembre 2024    | 21 h 15 – 22 h 27    | 3 190 000                 | 16,6 %          | 28,3 %         | 2e                       | [ 131 ] |
| 12                 | 5 novembre 2024    | 22 h 35 – 23 h 24    | 2 640 000                 | 20,4 %          | 28,3 %         | 2e                       | [ 131 ] |
| 13                 | 12 novembre 2024   | 21 h 15 – 22 h 23    | 3 250 000                 | 16,4 %          | 30,2 %         | 2e                       | [ 132 ] |
| 13                 | 12 novembre 2024   | 22 h 26 – 23 h 08    | 2 800 000                 | 19,5 %          | 30,2 %         | 2e                       | [ 132 ] |
| 14                 | 19 novembre 2024   | 21 h 15 – 22 h 23    | 3 480 000                 | 18,2 %          | 33,8 %         | 2e                       | [ 133 ] |
| 14                 | 19 novembre 2024   | 22 h 27 – 23 h 07    | 2 990 000                 | 20,3 %          | 33,8 %         | 2e                       | [ 133 ] |
| 15                 | 26 novembre 2024   | 21 h 15 – 22 h 11    | 3 065 000                 | 14,7 %          | 30 %           | 3e                       | [ 134 ] |
| 15                 | 26 novembre 2024   | 22 h 20 – 23 h 04    | 2 610 000                 | 15,4 %          | 30 %           | 3e                       | [ 134 ] |
| 16 (Finale)        | 3 décembre 2024    | 21 h 14 – 22 h 27    | 3 203 000                 | 15,9 %          | 29,4 %         | 2e                       | [ 135 ] |
| 16 (Finale)        | 3 décembre 2024    | 22 h 35 – 23 h 32    | 2 430 000                 | 18,6 %          | 29,4 %         | 2e                       | [ 135 ] |
|                    |                    |                      |                           |                 |                |                          |         |
| Bilan de la saison | Bilan de la saison | P1                   | 3 300 000                 | 16,9 %          | 29,9 %         |                          | [ 136 ] |
| Bilan de la saison | Bilan de la saison | P2                   | 2 730 000                 | 20 %            | 32,4 %         |                          | [ 136 ] |
| Bilan de la saison | Bilan de la saison | Total                | 3 020 000                 | 18,5 %          | 31,2 %         |                          | [ 136 ] |

Légende :
- Les plus hauts chiffres d'audience
- Les plus bas chiffres d'audience